# Silva (Engeland)
Silva is een historisch merk van scooters.
De bedrijfsnaam was T. and T. Motors, Conduit Street, London W1.
Silva was een Engels met dat van  1919 tot 1920 autopeds met een  117cc-snuffelklepmotor maakte. Dit was de Auto Wheel-motor van A.W. Wall. Feitelijk was het Auto Wheel, dat bedoeld was als extra aandrijfwiel naast een fiets, hier als voorwiel toegepast, met de benzinetank erboven. Het achterwiel was bijzonder klein, ongeveer zoals tegenwoordig bij een step. De gemotoriseerde step had geen vering en geen zitplaats. Er waren geen versnellingen aan boord, maar de motor dreef het voorwiel via een ketting aan.